# Hydropsyche kagiana
Hydropsyche kagiana är en nattsländeart som beskrevs av Kobayashi 1987. Hydropsyche kagiana ingår i släktet Hydropsyche och familjen ryssjenattsländor. Inga underarter finns listade i Catalogue of Life.